# Ismaël Bullialdus
Ismaël Boulliau (em latim: Bullialdus; Loudun, Vienne, 28 de setembro de 1605 – Abadia de São Vítor, Paris, 25 de novembro de 1694) foi um astrônomo e matemático francês, que também interessou-se por história, teologia, estudos clássicos e filologia. Foi membro ativo da República das Letras, uma comunidade de intelectuais que trocavam ideias. Um defensor precoce das ideias de Nicolau Copérnico, Johannes Kepler e Galileu Galilei, Ismael Bullialdus foi chamado "o mais notável astrônomo de sua geração". Um de seus livros é Astronomia Philolaica (1645).

## Principais obras
- De natura lucis (1638)
- Philolaus (1639)

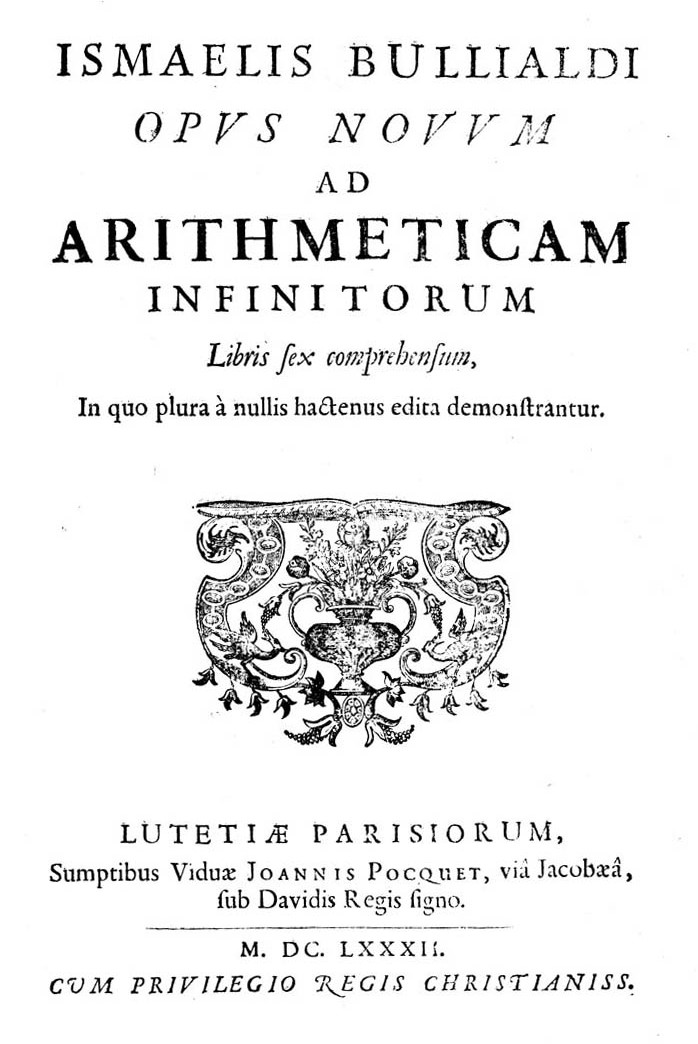
Opus novum ad arithmeticam infinitorum libris sex comprehensum, 1682

- Expositio rerum mathematicarum ad legendum Platonem utilium, translation of Theon de Smyrna (1644)
- Astronomia philolaica (1645) e-rara.ch
- De lineis spiralibus (1657)
- Opus novum ad arithmeticam infinitorum (1682)
- Ad astronomos monita duo (1667)

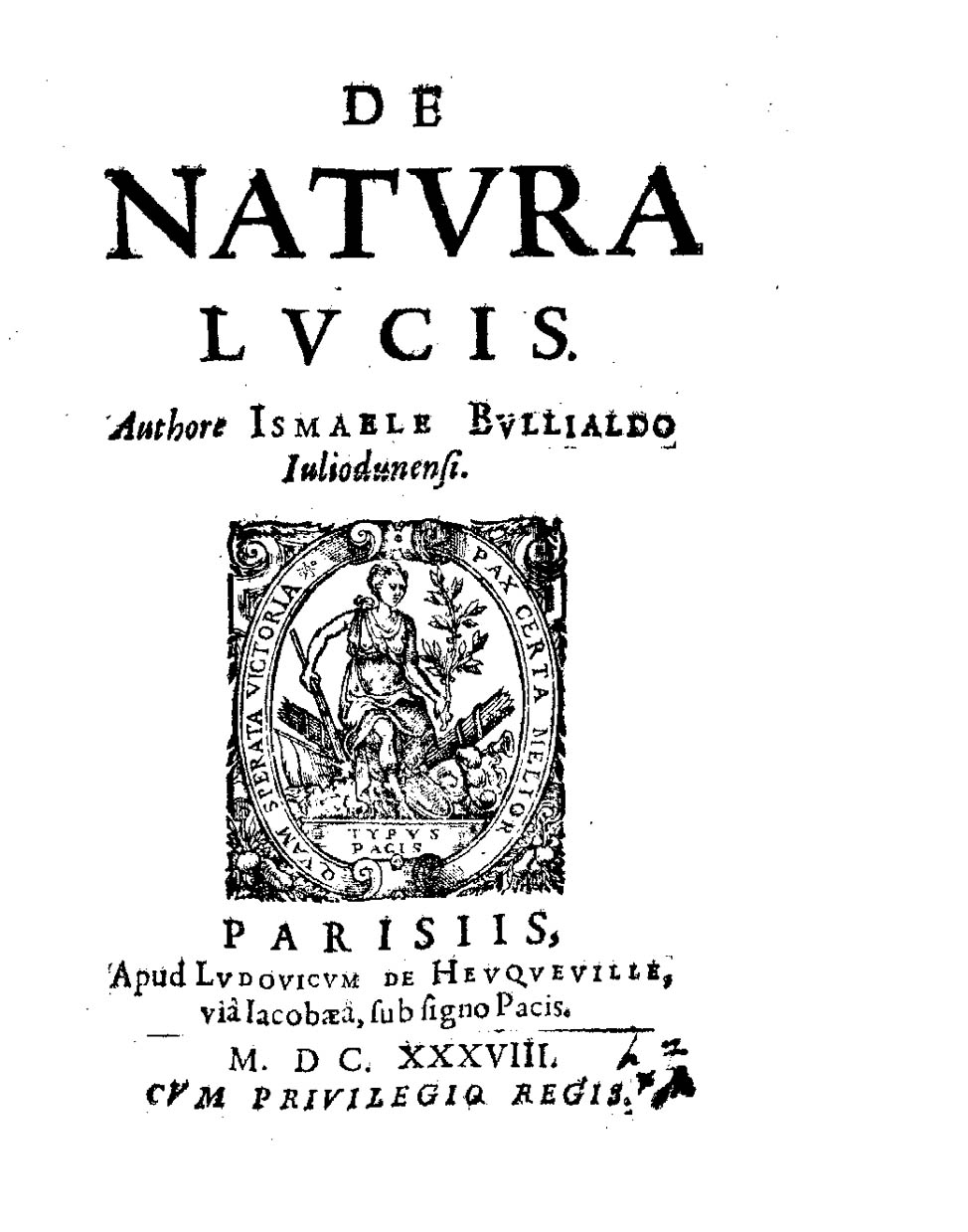
De natura lucis, 1638

Sua obra mais famosa é Astronomia Philolaica. Publicado em 1645, o livro é considerado por alguns historiadores da ciência como o mais importante livro sobre astronomia publicado na época entre Kepler e Newton. O livro ampliou a consciência das elipses planetártias de Kepler, no entanto, enquanto Kepler usou uma causa física para explicar o movimento dos planetas, baseando-se na matemática e na ciência para provar sua teoria, Bullialdus propôs uma cosmologia completamente nova, a "Hipótese Conica".